# Luo Yun
Luo Yun (* um 1963, auch Yvette Yun Luo) ist eine ehemalige Badmintonspielerin aus der Volksrepublik China.

## Karriere
Luo Yun trumpfte insbesondere bei den Thailand Open groß auf. Dort wurde sie 1987 Erste im Dameneinzel und Zweite im Damendoppel mit Zhou Lei. 1988 belegte sie im Damendoppel den zweiten Platz, 1989 im Dameneinzel. Zuvor hatte sie schon 1984 die US Open gewonnen. Bei den China Open 1989 stand sie im Viertelfinale des Dameneinzels, bei den Malaysia Open des gleichen Jahres im Finale des Dameneinzels und im Viertelfinale des Damendoppels. Nach ihrer aktiven Karriere war sie unter anderem in der Schweiz und in Schottland als Nationaltrainerin tätig.

## Sportliche Erfolge
| Saison | Veranstaltung | Disziplin   | Name | Platz              |
| ------ | ------------- | ----------- | ---- | ------------------ |
| 1984   | US Open       | Dameneinzel | 1    | Luo Yun            |
| 1987   | Thailand Open | Dameneinzel | 1    | Luo Yun            |
| 1987   | Thailand Open | Damendoppel | 2    | Luo Yun / Zhou Lei |
| 1988   | Thailand Open | Damendoppel | 2    | Shi Wen / Luo Yun  |
| 1989   | Malaysia Open | Dameneinzel | 2    | Luo Yun            |
| 1989   | Thailand Open | Dameneinzel | 2    | Luo Yun            |